# Хенцинский замок
Хенцинский замок — средневековое укрепление в Хенцинах (по дороге из Кракова на Радом и далее на Варшаву), которое играло значительную роль в польской истории XIV—XV вв.

## История
Замок, очевидно, построенный в конце XIII века, впервые упомянут в 1306 году как дар Владислава Локетека краковскому архиепископу Яну Мускате. В XIV веке был отстроен Казимиром III Великим, дабы служить местом сбора польских войск во время войн с тевтонскими рыцарями. Какое-то время здесь жила королева Аделаида Гессенская. В Хенцинах польские монархи держали наиболее опасных своих врагов (к примеру, Ягайлова брата Андрея Ольгердовича и попавшего в плен Михаэля Кюхмайстера).
В конце XVI века замок в Хенцинах теряет былое значение. В 1607 г. был разорён и сожжён последователями Зебжидовского. После реконструкции при Станиславе Браницком в 1650-е годы вновь разгромлен в 1707 г. войсками Карла XII. В течение полутораста лет стоял заброшенный, местные жители разбирали стены для строительства собственных домов. В 1877 г. проведены первые реставрационные мероприятия. Верхушки башен воссозданы властями социалистической Польши.